# Ириней
Ирине́й, Ири́ний — мужское русское личное имя греческого происхождения; восходит к др.-греч. Εἰρηναῖος («Иринеос») — «мирный»; в древнегреческой мифологии «Иринеос» — один из эпитетов Зевса.
В христианском именослове имя Ириней соотносится с раннехристианскими святыми Иринеем Лионским, богословом II века, и Иринеем Сирмийским, казнённым в Паннонии в 304 году во времена преследования христиан, устроенных императором Диоклетианом. О нескольких других ранних святых с именем Ириней в христианской традиции неизвестно ничего, кроме даты поминования.
В русской именной традиции имя относится к так называемым церковным именам; оно стало редкоупотребимым из-за того, что использовалось преимущественно в среде священнослужителей и монахов.
Краткие формы имени: Риня, Рина, Ира.
Народные формы: Риней, Ереней.
Именины: 8 апреля, 18 июня, 26 августа, 5 сентября.